# Eldorado do Carajás
Eldorado do Carajás là một đô thị thuộc bang Pará, Brasil. Đô thị này có diện tích 2956,708 km², dân số năm 2007 là 28527 người, mật độ 9,65 người/km².